# Trauma Team (videogioco)
Trauma Team (HOSPITAL. 6人の医師?, Hosupitaru. 6-nin no Ishi) è un videogioco di simulazione del 2010 sviluppato e pubblicato da Atlus per Wii . È il quinto capitolo della serie Trauma Center. La narrazione di Trauma Team segue sei protagonisti che operano in diversi settori della professione medica e la loro lotta contro un virus soprannominato "Rosalia". Il gameplay combina la simulazione medica con la narrazione in stile visual novel realizzata attraverso filmati animati. Le diverse trame si focalizzano su versioni semplificate di chirurgia, medicina d'urgenza, endoscopia, diagnosi, ortopedia e medicina legale.
Nella fase di pre-produzione alla fine del 2007 dopo il completamento di Trauma Center: New Blood, l'obiettivo del team di sviluppo era che Trauma Team fosse sia un "conglomerato" della serie che qualcosa di diverso. Il desiderio di varietà dopo più titoli con un gameplay simile ha portato a diverse professioni mediche, ognuna delle quali richiedeva un designer dedicato. La storia è stata influenzata dalla pandemia di influenza suina del 2009 e ha ridotto l'uso di elementi soprannaturali e di fantascienza per creare una narrativa più fondata.
Nonostante le scarse vendite, l'accoglienza è stata generalmente positiva. I critici hanno elogiato il tono, la presentazione e la maggiore varietà della narrativa rispetto ai precedenti giochi di Trauma Center. Le critiche si sono concentrate sui problemi di controllo e ritmo di alcune modalità di gioco. È stato prodotto un episodio pilota per una serie live action con lo stesso nome, ma la serie non è stata ripresa e l'episodio non ha ricevuto alcuna pubblicazione ufficiale.

## Modalità di gioco
Trauma Team è un videogioco che combina la simulazione con la narrazione utilizzando uno stile visual novel non interattivo con segmenti di fumetti in movimento provvisti di recitazione vocale. La campagna è suddivisa in sei discipline a tema medico; chirurgia, medicina d'urgenza, endoscopia, diagnosi, ortopedia e medicina legale. Ciascuno dei sei personaggi principali ha trame episodiche che si intrecciano per formare una narrazione più ampia, con un settimo capitolo che coinvolge tutti i personaggi accessibile una volta che tutte e sei le trame sono state completate. In ogni campagna, i giocatori controllano l'azione con il telecomando Wii e il Nunchuk.
La chirurgia e la medicina d'urgenza seguono lo schema di gioco dei precedenti titoli della serie, dove i personaggi lavorano sotto pressione per salvare i pazienti. Nelle sezioni di chirurgia, i giocatori operano i pazienti utilizzando una varietà di strumenti, tra cui bisturi, gel antibiotico e suture. I giocatori devono eseguire una serie di mosse per completare l'operazione mantenendo stabili i parametri vitali. Durante i segmenti di medicina d'urgenza, il giocatore deve trattare un numero di pazienti con un set di base di strumenti situazionali mentre ogni paziente perde la salute. I tipi di lesioni includono ustioni superficiali, ferite e arti rotti che devono essere ripristinati. Gli strumenti includono tamponi di cotone, stecche e forbici per tagliare gli indumenti ed esporre le ferite.
Anche l'endoscopia e l'ortopedia sono professioni chirurgiche invasive, ma hanno un gameplay diverso dalla chirurgia e dalla medicina d'urgenza. L'endoscopia vede i giocatori guidare l'endoscopio attraverso gli organi interni di un paziente ed eseguire operazioni su piccole ferite come le ulcere. I giocatori navigano utilizzando le funzioni del telecomando per imitare il movimento dell'endoscopio, mentre il Nunchuck viene utilizzato per guidare, spostare la telecamera e selezionare strumenti medici. Il giocatore naviga nelle aree e cerca i problemi utilizzando il radar, con l'obiettivo di intervenire chirurgicamente dopo aver individuato un'area problematica. L'ortopedia, che utilizza quasi esclusivamente il telecomando, prevede che i giocatori eseguano operazioni programmate, inclusa la ricostruzione e la sostituzione ossea. Gli strumenti variano a seconda dell'operazione, con un uso riuscito che crea una catena di punteggi che prosegue fino a quando non viene commesso un errore. Piuttosto che pazienti vitali, il giocatore ha cinque cuori rappresentati sullo schermo, che si esauriscono quando viene commesso un errore.
Rispetto alle altre professioni, la diagnostica e la medicina legale funzionano in modo molto diverso, essendo basate su indagini e deduzioni basate sul dialogo con elementi di gioco tipiche dei giochi punta e clicca. La diagnosi prevede che i giocatori facciano domande ai pazienti e li esaminino per i sintomi. Tra queste sezioni, il giocatore esamina le vittime descritte e i referti medici che includono i raggi X e le scansioni TC per dedurre di cosa soffre il paziente. La medicina forense vede i giocatori indagare sui crimini; muovendosi tra la scena del crimine e gli uffici del personaggio principale dove vengono raccolti il corpo e le prove che vanno dagli indizi sul cadavere alle testimonianze dei testimoni. Il giocatore raccoglie gli indizi rappresentati da carte, e diverse carte che si combinano per creare nuovi indizi o prove solide e segmenti di domanda-risposta che possono produrre ulteriori carte e prove.
Sono disponibili due difficoltà dall'inizio, "Intern" e "Resident", con una difficoltà maggiore chiamata "Specialist" disponibile dopo il completamento del gioco. A seconda delle loro prestazioni durante ogni capitolo, i giocatori vengono valutati e i voti più alti sbloccano nuovi contenuti. La classifica "XS" è ottenibile solo nella difficoltà "Specialista" post-partita. È inoltre presente un multiplayer cooperativo locale durante i livelli chirurgici; i giocatori possono alternarsi con le azioni o lavorare insieme in tempo reale.

## Trama
Trauma Team è ambientato nello stesso universo immaginario degli altri titoli, sebbene la continuità sia molto ridotta. La maggior parte del gioco è ambientata al Resurgam First Care, un ospedale immaginario negli Stati Uniti.
La trama segue sei protagonisti che lavorano a Resurgam. "CR-S01" è un prigioniero amnesico condannato per bioterrorismo; grazie alle sue capacità chirurgiche, inizia a lavorare al Resurgam per togliersi anni dalla sua condanna. Maria Torres è una magnifica paramedica i cui perfezionismo e indipendenza l'hanno isolata dai suoi colleghi. Gabriel Cunningham è un diagnostico la cui vita personale travagliata gli offre una visione pessimistica dell'umanità e durante il gioco collabora con riluttanza al sistema di intelligenza artificiale RONI. Hank Freebird è un ex soldato idealista che ha cambiato carriera ormai stufo della violenza, diventando chirurgo ortopedico al Resurgam. Tomoe Tachibana è un chirurgo endoscopico giapponese, che si è ribellata al controllo della sua famiglia e si è trasferita in America. Naomi Kimishima ritorna dal Trauma Center: Second Opinion; in seguito a Second Opinion, è stata infettata da una malattia mortale, che non le ha lasciato nulla nella vita se non il suo lavoro come medico legale presso il Cumberland Institute of Forensic Medicine, ma le ha anche concesso la possibilità di ascoltare le ultime parole di una persona morta.

## Sviluppo
La preproduzione di Trauma Team iniziò nel 2007, in seguito al completamento di Trauma Center: New Blood . Lo scopo era quello di creare un'esperienza di gioco diversa da qualsiasi altro gioco della serie. Dopo molte discussioni, il team decise di combinare un'ampia varietà di pratiche mediche in un unico gioco. Sebbene lo stesso director Daisuke Kanada abbia descritto l'idea come "piuttosto inverosimile", il team ritenne di essere il più adatto a metterla in pratica. Sebbene fosse stato inizialmente ragionato come sequel degli altri titoli della serie Trauma Center, si decise di cambiare il titolo fin dall'inizio dello sviluppo e al suo completamento il titolo era sostanzialmente differente rispetto ai precedenti in modo che Kanada lo paragonasse più a un gioco originale. Il nuovo titolo giapponese Hospital ha fatto riferimento alla portata delle procedure mediche del gioco. Kanada definì il gioco come un "conglomerato" della serie fino a quel momento.
La decisione di includere così tante professioni mediche fu influenzata dalla stanchezza percepita con i giocatori che hanno subito solo un intervento chirurgico nelle voci precedenti. Ogni stile di gioco aveva un pianificatore e un programmatore diversi a causa dei progetti di gioco radicalmente diversi, con Kanada che li supervisionava tutti. Ciascuno dei concetti è stato progettato attorno alle funzioni del Wii. I primi due decisi furono chirurgia e medicina legale, descritti da Kanada come estremi opposti dello spettro medico. Successivamente, il team ha incluso endoscopia, diagnosi, ortopedia e prima risposta ai dettagli sia delle diverse fasi che degli stili di assistenza medica precedentemente non toccati dalla serie. I segmenti di medicina legale sono stati inclusi in parte su richiesta di Atlus USA e in parte a causa della popolarità in Nord America dei drammi criminali forensi. Durante la creazione dei sistemi di gioco e la considerazione dei controlli Wii, il team di designer esaminò i precedenti giochi di Trauma Center, decidendo cosa doveva rimanere e cosa doveva cambiare. Quest'ultimo includeva le condizioni di vittoria spesso rigide e la mancanza di chiarezza della sconfitta. Gli elementi soprannaturali e di fantascienza presenti nei titoli precedenti, come il Dono di Esculapio, sono stati rimossi o minimizzati per promuovere un maggiore realismo.
La chirurgia è stata perfezionata rispetto alle precedenti versioni per Wii: la sua difficoltà è stata ridotta e la giocabilità generale migliorata. La disciplina della medicina d'urgenza, difficile da progettare, risultò avvincente, e molti elementi vennero proposti in virtù dell'amore del team per le serie drammatiche che mostravano scene del genere; un'inclusione di successo da queste ispirazioni è stata la compressione toracica. L'endoscopia è stata suggerita alla squadra da un vero medico che aveva giocato a New Blood e che aveva chiesto se la funzione potesse essere inclusa. Era l'unica parte del gioco che era completamente in 3D. All'inizio l'ortopedia risultò difficile da definire, ma dopo che Kanada affermò di desiderare qualcosa in contrasto con le altre modalità di gioco chirurgiche, il suo tono e la difficoltà inferiori vennero finalizzati. I segmenti diagnostici richiesero una grande quantità di ricerche per creare un'esperienza di gioco avvincente. Tutte le scansioni TC, i raggi X, le risonanze magnetiche e le clip ecografiche sono infatti reali e fornite dai membri del personale. La medicina legale è stata ispirata dalla simpatia del team per i drammi polizieschi, sebbene Atlus USA avesse richiesto l'investigazione al posto delle autopsia. Gli elementi di fusione delle carte sono stati direttamente ispirati dalla serie Megami Tensei di Atlus.
A causa di una maggiore attenzione all'azione, il programmatore Takaaki Ikeda ha utilizzato la programmazione modificata dal motore di script di Shin Megami Tensei: Nocturne. Il gameplay in stile avventura dei capitoli di Cunnginham e Kimishima risultò il più difficile a causa dell'inesperienza di Takaaki Ikeda con il genere. Il gioco originariamente occupava troppo spazio su disco e aveva tempi di caricamento eccessivamente lunghi. Ciò era dovuto al fatto che ogni singola risorsa del gioco utilizzava un file di programmazione separato, un problema amplificato dall'enorme numero di file, il doppio di quello di New Blood e che avrebbe richiesto due dischi per essere riprodotto. Tataaki Ikeda avrebbe in seguito ricordato l'adattare il gioco su un unico disco come una delle parti più difficili delle fasi di programmazione. Questi problemi furono aggravati dall'insistenza di Kanada sul fatto che il gioco dovesse girare a 60 frame al secondo.

## Accoglienza
| Testata               | Giudizio |
| --------------------- | -------- |
| Metacritic (media al) | 82       |
| 1UP.com               | B        |
| Eurogamer             | 9/10     |
| Famitsū               | 33/40    |
| G4                    | 3/       |
| Game Informer         | 8/10     |
| GamePro               | 4/5      |
| GameSpot              | 8/10     |
| GamesRadar+           | 4/5      |
| GameTrailers          | 8,3/10   |
| IGN                   | 7,5/10   |
| Nintendo World Report | 9/10     |

Alla sua settimana di debutto in Giappone, Trauma Team non riuscì a raggiungere la top ten dei titoli più venduti, arrivando al diciannovesimo posto. Alla fine dell'anno, il gioco aveva venduto oltre 16700 unità, poco meno del 60% del suo stock. Nel loro riepilogo fiscale del periodo in cui Trauma Team è uscito, Index Holdings non ha incluso il gioco tra i loro titoli di successo commerciale all'epoca, che includevano Persona 3 Portable e Demon's Souls.
La narrazione è stata ritenuta generalmente piacevole e più fondata rispetto alle voci precedenti, nonostante presentasse ancora alcuni elementi stravaganti, e alcuni hanno notato uno scarso ritmo nei filmati. La chirurgia è stata definita una versione raffinata del gameplay precedentemente stabilito della serie. Il ritmo più veloce della medicina d'urgenza è stato visto come un piacevole cambiamento durante il trasferimento dei meccanici dalla chirurgia. L'endoscopia ha visto una risposta mista, poiché diversi critici hanno trovato i suoi controlli scomodi. L'ortopedia è stata vista come piacevole e un cambiamento di ritmo rispetto alle altre modalità. La diagnosi ha visto alcune risposte contrastanti a causa del suo approccio non convenzionale. Le sezioni forensi sono state elogiate per il loro stile innovativo e per l'avanzamento divertente. Diversi hanno notato che queste due modalità avevano problemi di stimolazione o erano diventate ripetitive. I controlli sono stati generalmente lodati per la loro attuazione.  Anche la grafica ha ricevuto varie lodi.
La rivista giapponese Famitsū ha elogiato le modalità di gioco aggiuntive e lo stile dei fumetti animati, anche se un recensore ha trovato disorientante il passaggio da uno schermo all'altro in alcune modalità. Ray Barnholt di 1UP.com ha affermato di essersi divertito con Trauma Team e che gli avrebbe apprezzato un sequel se ne fosse stato sviluppato uno. Chris Schilling di Eurogamer ha lodato la nuova direzione che il gioco ha preso, dicendo che è stato un cambiamento rinfrescante per la serie. Alexandra Hall di G4 lo ha definito "un gioco decente frenato dai suoi elementi più deboli". Brian Vore di Game Informer ha apprezzato il maggiore realismo e le modalità aggiunte rispetto ai titoli precedenti. Stewart Shearer di GamePro ha notato alcune criticità che peggiorano il gioco nella sua narrativa e in alcuni stili di gioco, ma nel complesso lo ha trovato un'aggiunta divertente alla serie.
Chris Watters di GameSpot ha riassunto il gioco con una visione complessivamente positiva: "Sebbene i personaggi e le attività abbiano i loro difetti, il tutto si combina in modo impressionante, rendendo Trauma Team una grande scommessa, non importa quale sia la tua specialità". Hayward diGamesRadar ha notato una mancanza di tensione inerente alle sezioni forense e di endoscopia, ma nel complesso ha trovato divertente il gioco e ha elogiato la sua narrativa e grafica su voci precedenti. GameTrailers ha apprezzato la possibilità di passare da una modalità di gioco all'altra e ha elogiato il titolo come un passo avanti positivo per la serie. Ryan Clements, in revisione per IGN, ha apprezzato di più le sezioni chirurgia e emergenza, ma ha ritenuto che l'esperienza di gioco complessiva fosse mista a causa dell'implementazione e del ritmo irregolari. Neal Ronaghan di  Nintendo World Report definì il titolo più accessibili nelle serie Trauma Center fino ad oggi, lodando il suo gameplay e definendolo uno dei migliori titoli usciti per la Wii.